# ناگاره هاگیوارا
میتسوئو هاگیوارا (ژاپنی: 萩原 光男) (۸ آوریل ۱۹۵۳ – ۲۲ آوریل ۲۰۱۵) که بیشتر با نام هنری‌اش ناگاره هاگیوارا (ژاپنی: 萩原 流行) شناخته می‌شود، بازیگر و شخصیت تلویزیونی ژاپنی بود.
از فیلم‌هایی که وی در آن بازی کرده‌است، می‌توان به زودباور (۱۹۸۲؛ در نقش یوجی)، افسانه هشت سامورایی (۱۹۸۳؛ در نقش یونوسوکه)، بلندی‌های بادگیر (۱۹۸۸؛ در نقش هیدمارو) و وارو (۲۰۰۶؛ در نقش لوئو) اشاره نمود.

## درگذشت
در ۲۲ آوریل ۲۰۱۵ دو هفته بعد از تولد شصت و دو سالگی‌اش در حالی که مشغول سواری با موتورسیکلتش بود، در یک تصادف جاده‌ای در سوگینامی-کو، توکیو جان باخت.